# Felice Prosdocimi
Felice Prosdocimi (17 febbraio 1896 – ...) è stato un calciatore italiano, di ruolo ala.

## Carriera
A cavallo della prima guerra mondiale ha disputato cinque campionati di Prima Categoria, la massima serie di allora, nelle file del Como, giocando nel ruolo di ala destra.